# 2000年の日本シリーズ
2000年の日本シリーズ（2000ねんのにっぽんシリーズ）は、2000年10月21日から10月28日まで行われたセ・リーグ優勝チームの読売ジャイアンツと、パ・リーグ優勝チームの福岡ダイエーホークスによる第51回プロ野球日本選手権シリーズである。

## 概要
20世紀最後の日本シリーズは、長嶋茂雄監督率いる読売ジャイアンツと王貞治監督率いる福岡ダイエーホークスの対決となり、巨人が2連敗から4連勝で勝利し6年ぶり19度目の日本一となった。
本シリーズは、巨人のV9時代を支えた王・長嶋の「夢のON対決」として注目された。
ダイエー側ではこのシリーズ前の10月13日に所属投手の藤井将雄が肺癌により死去したため、監督、コーチ、選手全員が腕に喪章を付けて出場した。
福岡ダイエーホークスは大阪・南海時代の1973年以来27年ぶりに巨人との日本シリーズとなった。また、巨人にとっては球団名「東京読売巨人軍」（2002年7月より、株式会社「読売巨人軍」と改称）として最後の日本シリーズ出場となった。巨人が九州地方に本拠地を置く球団との日本シリーズは西鉄ライオンズと対戦した1963年以来37年ぶりだった。
本塁打数は巨人8、ダイエー7とほぼ互角だったが、巨人がチーム打率.285とほぼ実力を発揮したのに対し、ダイエーは.202と本来の力を発揮できなかった。城島健司が3試合連続を含む4本塁打（ともにシリーズタイ記録）と気を吐いたものの、左脇腹痛を発症させた小久保裕紀（.143、0本塁打、1打点）や、松中信彦（第1戦で本塁打を放ったものの安打はその1本のみ）らの主軸がブレーキとなり、3本塁打8打点の松井秀喜、2本塁打5打点の高橋由伸と主軸が活躍した巨人と対照的な結果になった。ダイエーは従来のシリーズ記録（49三振）を大幅に上回るシリーズ62三振を喫し、犠打数も巨人の7に対してわずか1（その1犠打は主軸の小久保である）と粗さが目立った。

### 変則的な日程
2000年の日本シリーズは変則日程で行うこととなったが、これは当初予定されていた第3戦から第5戦にあたる10月24日から10月26日に、日本脳神経外科学会が開催されたことにより福岡ドームが使用できなかったためである（26日のみ使用可能となった）。
1997年に日本脳神経外科学会が、2000年の10月24日から27日まで福岡ドームを貸し出すように依頼し、ドーム側はこれをダイエー球団の許可なく承諾した。球団が発見したのはそれから1年経過した1998年の秋であり、球団はシリーズ開催の可能性を考えて期日変更を求めたが、学会側は日程を発表した後で既に手遅れであり、世界各国から約2万人が集結する大規模な学会であることや、仮に期日変更をしたものの、ダイエーが出場できなかった場合にはリスクだけが残る可能性もあり、これを拒否した。
しかしその後、学会側が27日までの4日間の予定を26日までの3日間とし、さらに26日の学会を16時までから12時までに短縮させるなど、当初の予定を可能な限り変更する方針を発表した。そのため、ダイエーが出場した場合には10月21日から23日までの3連戦（21日・22日はセ・リーグ優勝チームの本拠地で、移動日なしで23日は福岡ドームで開催）、2日空けて、26日から29日までの4連戦（26日・27日は福岡ドームで、移動日なしで28日・29日はセ・リーグ優勝チームの本拠地で開催）の変則日程で行うことが8月21日に発表された。後にダイエーがリーグ優勝を決めたため、この変則日程で行う事となった。
この件に関しては、福岡ドーム側が球団の許可なく承諾したため、一見球団の責任ではないように見えるが、依頼のあった1997年から1998年秋までの間、球団の発見が1年以上も遅れた事をNPBは問題視し、間接的にリーグ優勝を目指していない球団の体質であると批判した。結果的に福岡ドームでの開催は可能となったものの、移動日なしでの連戦に加え、第3戦終了から第4戦までの2日間の休みも練習場として福岡ドームが使用できないことなど、選手らにも大きな負担を与えてしまい、ベストな状態での戦いができない環境を生み出す要因となった。
NPBはダイエー球団に対し、開催日程確保を怠ったとして制裁金3000万円を支払うように命じた。

## 試合結果
| 日付                                    | 試合                     | ビジター球団（先攻）     | スコア                   | ホーム球団（後攻）       | 開催球場                 |
| --------------------------------------- | ------------------------ | ------------------------ | ------------------------ | ------------------------ | ------------------------ |
| 10月21日（土）                          | 第1戦                    | 福岡ダイエーホークス     | 5 - 3                    | 読売ジャイアンツ         | 東京ドーム               |
| 10月22日（日）                          | 第2戦                    | 福岡ダイエーホークス     | 8 - 3                    | 読売ジャイアンツ         | 東京ドーム               |
| 10月23日（月）                          | 第3戦                    | 読売ジャイアンツ         | 9 - 3                    | 福岡ダイエーホークス     | 福岡ドーム               |
| 10月24日（火）                          | 別イベント開催のため中断 | 別イベント開催のため中断 | 別イベント開催のため中断 | 別イベント開催のため中断 | 別イベント開催のため中断 |
| 10月25日（水）                          | 別イベント開催のため中断 | 別イベント開催のため中断 | 別イベント開催のため中断 | 別イベント開催のため中断 | 別イベント開催のため中断 |
| 10月26日（木）                          | 第4戦                    | 読売ジャイアンツ         | 2 - 1                    | 福岡ダイエーホークス     | 福岡ドーム               |
| 10月27日（金）                          | 第5戦                    | 読売ジャイアンツ         | 6 - 0                    | 福岡ダイエーホークス     | 福岡ドーム               |
| 10月28日（土）                          | 第6戦                    | 福岡ダイエーホークス     | 3 - 9                    | 読売ジャイアンツ         | 東京ドーム               |
| 優勝：読売ジャイアンツ（6年ぶり19回目） |                          |                          |                          |                          |                          |

### 第1戦
10月21日 東京ドーム
|          | 1 | 2 | 3 | 4 | 5 | 6 | 7 | 8 | 9 | R | H | E |
| -------- | - | - | - | - | - | - | - | - | - | - | - | - |
| ダイエー | 0 | 1 | 0 | 0 | 0 | 0 | 2 | 0 | 2 | 5 | 8 | 1 |
| 巨人     | 2 | 1 | 0 | 0 | 0 | 0 | 0 | 0 | 0 | 3 | 9 | 0 |

1. ダ：若田部（4回）‐ 渡辺正（1回）‐ 田之上（1回）‐ ○吉田（2回）‐ Sペドラザ（1回）
2. 巨：工藤（7回）‐ 木村（1回）‐ ●槙原（1回）
3. 勝利：吉田（1勝）
4. セーブ：ペドラザ (1S)
5. 敗戦：槙原（1敗）
6. 本塁打
ダ：城島1号ソロ（2回工藤）、松中1号2ラン（7回工藤）、ニエベス1号ソロ（9回槙原）
巨：松井1号2ラン（1回若田部）
7. * 開始18:05 有料入場者 43848人 試合時間 3時間15分
  - 審判 球審＝小林毅（セ） 塁審＝橘（パ）、井野（セ）、永見（パ） 外審＝友寄（セ）、中村稔（パ）
  - 国歌独唱は中丸三千繪、始球式は高橋尚子（シドニーオリンピック陸上女子マラソン金メダル）

オーダー
| ダイエー | ダイエー | ダイエー     |
| 打順     | 守備     | 選手         |
| -------- | -------- | ------------ |
| 1        | [中]     | 柴原洋       |
| 2        | [二]     | 鳥越裕介     |
|          | 打       | M.ニエベス   |
|          | 投       | R.ペドラザ   |
| 3        | [左]     | 大道典良     |
|          | 走左     | 村松有人     |
| 4        | [三]     | 小久保裕紀   |
| 5        | [一]     | 松中信彦     |
| 6        | [捕]     | 城島健司     |
| 7        | [右]     | 秋山幸二     |
| 8        | [遊]     | 井口忠仁     |
| 9        | [投]     | 若田部健一   |
|          | 投       | 渡辺正和     |
|          | 打       | 林孝哉       |
|          | 投       | 田之上慶三郎 |
|          | 投       | 吉田修司     |
|          | 二       | 湯上谷竑志   |

| 巨人 | 巨人 | 巨人     |
| 打順 | 守備 | 選手     |
| ---- | ---- | -------- |
| 1    | [二] | 仁志敏久 |
| 2    | [左] | 清水隆行 |
| 3    | [右] | 高橋由伸 |
| 4    | [中] | 松井秀喜 |
| 5    | [一] | 清原和博 |
| 6    | [三] | 江藤智   |
| 7    | [遊] | 二岡智宏 |
| 8    | [捕] | 村田善則 |
|      | 捕   | 村田真一 |
| 9    | [投] | 工藤公康 |
|      | 投   | 木村龍治 |
|      | 打   | 川相昌弘 |
|      | 投   | 槙原寛己 |

巨人・工藤、ダイエー・若田部の先発で開幕。工藤はシリーズタイ記録となる3チーム目でのシリーズ出場で、いずれのチーム（西武、ダイエー、巨人）でも第1戦先発を経験したことになる。また、2年連続の第1戦先発は西武の西口文也以来2年ぶり10人目だが、異なるチームでの2年連続第1戦先発は史上初。
工藤・若田部の両投手は、当シリーズ直前に亡くなった藤井将雄投手の右肩の遺骨を忍ばせながら、登板していた。
巨人は初回、先頭の仁志が二塁打で出塁後、4番の松井がバックスクリーン右へ先制2ラン本塁打。ダイエーは2回表、城島のソロ本塁打で追い上げるが、その裏巨人は2死1、2塁から仁志のタイムリー二塁打で再び2点差とした。ダイエーは若田部から渡辺正、田之上とつなぎ、追加点を許さず反撃を待った。7回表、先頭の大道がヒットで出塁すると、松中がライトスタンドへ同点2ラン本塁打。そして9回表、代打で登場したニエベスが巨人の3人目槙原から勝ち越しのソロ本塁打。最後はペドラザが走者を許したものの危なげなく巨人打線を抑え、ダイエーが先勝した。
公式記録関係（日本野球機構ページ）

### 第2戦
10月22日 東京ドーム
|          | 1 | 2 | 3 | 4 | 5 | 6 | 7 | 8 | 9 | R | H  | E |
| -------- | - | - | - | - | - | - | - | - | - | - | -- | - |
| ダイエー | 0 | 0 | 0 | 0 | 6 | 0 | 2 | 0 | 0 | 8 | 11 | 0 |
| 巨人     | 0 | 2 | 1 | 0 | 0 | 0 | 0 | 0 | 0 | 3 | 5  | 1 |

1. ダ：永井（3回）‐ 田之上（1回）‐ ○渡辺正（2回）‐ 長冨（1回）‐ 吉田（1回）‐ ペドラザ（1回）
2. 巨：●メイ（4回1/3）‐ 木村（0回）‐ 平松（0回1/3）‐ 三沢（2回1/3）‐ 桑田（2回）
3. 勝利：渡辺正（1勝）
4. 敗戦：メイ（1敗）
5. 本塁打
ダ：城島2号2ラン（7回三沢）
6. * 開始18:05 有料入場者 43850人 試合時間 3時間34分
  - 審判 球審＝中村（パ） 塁審＝友寄（セ）、橘（パ）、井野（セ） 外審＝佐藤（パ）、谷（セ）
  - 始球式は田村亮子（シドニーオリンピック女子柔道48kg級金メダル。本来なら井上康生（同男子柔道100kg級金メダル）とバッテリーを組む予定だったが、井上が私用で欠席[5]したため）

オーダー
| ダイエー | ダイエー | ダイエー     |
| 打順     | 守備     | 選手         |
| -------- | -------- | ------------ |
| 1        | [中]     | 柴原洋       |
| 2        | [二]     | 鳥越裕介     |
| 3        | [左]     | 大道典良     |
|          | 左       | 村松有人     |
| 4        | [三]     | 小久保裕紀   |
|          | 投       | R.ペドラザ   |
| 5        | [一]     | 松中信彦     |
| 6        | [捕]     | 城島健司     |
| 7        | [右]     | 秋山幸二     |
| 8        | [遊]     | 井口忠仁     |
| 9        | [投]     | 永井智浩     |
|          | 投       | 田之上慶三郎 |
|          | 打       | 林孝哉       |
|          | 投       | 渡辺正和     |
|          | 投       | 長冨浩志     |
|          | 打       | M.ニエベス   |
|          | 投       | 吉田修司     |
|          | 三       | 湯上谷竑志   |

| 巨人 | 巨人 | 巨人           |
| 打順 | 守備 | 選手           |
| ---- | ---- | -------------- |
| 1    | [二] | 仁志敏久       |
| 2    | [左] | 清水隆行       |
|      | 打左 | 元木大介       |
| 3    | [右] | 高橋由伸       |
| 4    | [中] | 松井秀喜       |
| 5    | [一] | 清原和博       |
| 6    | [三] | 江藤智         |
| 7    | [遊] | 二岡智宏       |
| 8    | [捕] | 村田真一       |
| 9    | [投] | D.メイ         |
|      | 投   | 木村龍治       |
|      | 投   | 平松一宏       |
|      | 投   | 三澤興一       |
|      | 打   | 川相昌弘       |
|      | 打   | 後藤孝志       |
|      | 投   | 桑田真澄       |
|      | 打   | D.マルティネス |

巨人はメイ、ダイエーは永井の先発。2回裏、永井のコントロールが乱れ、3連続四死球で無死満塁。二岡のセカンドゴロ併殺打の間に三塁走者の松井が生還、さらに2死3塁の場面で村田真がセンター前タイムリーヒットで巨人が2点を先制した。さらに3回裏にも松井、清原の連続二塁打で巨人が追加点。巨人ペースで進むかと思われたが、5回表にメイの1塁への暴投を皮切りにダイエーが反撃。打者一巡、7安打の猛攻で一挙6点を奪い、主導権を奪い返した。7回には城島の2試合連続となる2ランで8-3と突き放し、ダイエーが連勝した。
公式記録関係（日本野球機構ページ）

### 第3戦
10月23日 福岡ドーム
|          | 1 | 2 | 3 | 4 | 5 | 6 | 7 | 8 | 9 | R | H  | E |
| -------- | - | - | - | - | - | - | - | - | - | - | -- | - |
| 巨人     | 0 | 3 | 4 | 0 | 0 | 0 | 2 | 0 | 0 | 9 | 14 | 0 |
| ダイエー | 0 | 3 | 0 | 0 | 0 | 0 | 0 | 0 | 0 | 3 | 8  | 0 |

1. 巨：○上原（8回）‐ 岡島（1回）
2. ダ：●ラジオ（2回2/3）‐ 渡辺秀（0回1/3）‐ 星野（3回1/3）‐ 篠原（1回2/3）‐ 斉藤和（1回）
3. 勝利：上原（1勝）
4. 敗戦：ラジオ（1敗）
5. 本塁打
巨：高橋由1号2ラン（2回ラジオ）、松井2号2ラン（7回星野）
ダ：城島3号ソロ（2回上原）
6. * 開始18:30 有料入場者 36625人 試合時間 3時間10分
  - 審判 球審＝谷（セ） 塁審＝佐藤（パ）、友寄（セ）、橘（パ） 外審＝小林毅（セ）、永見（パ）
  - 始球式は後藤真希（モーニング娘。・当時。フジサンケイグループ主催のイベント『シルク・ド・ソレイユ〜サルティンバンコ2000』のPRを兼ねて。第1戦から3試合続けて始球式が行われたことは日本シリーズ史上初。また始球式の投手役を務めた著名人が3人とも女性というのは日本シリーズ史上唯一の出来事である）

オーダー
| 巨人 | 巨人   | 巨人           |
| 打順 | 守備   | 選手           |
| ---- | ------ | -------------- |
| 1    | [二]   | 仁志敏久       |
| 2    | [左]   | 後藤孝志       |
|      | 打三   | 江藤智         |
| 3    | [一]   | 清原和博       |
| 4    | [中]   | 松井秀喜       |
| 5    | [指]   | D.マルティネス |
| 6    | [右]   | 高橋由伸       |
| 7    | [三]左 | 元木大介       |
|      | 左     | 堀田一郎       |
| 8    | [遊]   | 二岡智宏       |
| 9    | [捕]   | 村田真一       |

| ダイエー | ダイエー | ダイエー   |
| 打順     | 守備     | 選手       |
| -------- | -------- | ---------- |
| 1        | [中]右   | 柴原洋     |
| 2        | [左]中   | 村松有人   |
| 3        | [指]     | 大道典良   |
|          | 打指     | 吉永幸一郎 |
| 4        | [三]     | 小久保裕紀 |
|          | 三       | 本間満     |
| 5        | [一]     | 松中信彦   |
| 6        | [捕]     | 城島健司   |
| 7        | [右]     | 秋山幸二   |
|          | 二       | 柳田聖人   |
| 8        | [遊]     | 井口忠仁   |
| 9        | [二]     | 鳥越裕介   |
|          | 打左     | M.ニエベス |

福岡ドームの日程の都合で47年ぶりに移動日なしとなった第3戦はダイエーがラジオ、巨人が上原の先発。巨人は江藤、清水を先発から外すなどの打線組み換えを行って試合に臨んだ。
2回表、1死から四球のマルティネスを1塁におき、高橋由のライトへの先制2点本塁打で3試合連続の先制。さらに3連打で3点目。その裏、ダイエーも1死から城島がシリーズタイ記録となる3試合連続本塁打で反撃。さらに2安打と盗塁で1死2、3塁としたところで井口の2点適時二塁打で同点。しかし巨人は直後の3回表、2安打と四球で2死満塁とし、二岡の2点適時2塁打で勝ち越し、ラジオを早々とKOした。ダイエーはラジオに代わり渡辺秀に交代させたが、その渡辺秀から村田真が2点適時打を放ち、7-3とリードを広げ、試合を決定づけた。7回には安打の清原を1塁におき、松井が右翼へダメ押しの2点本塁打。上原は尻上がりに調子を上げ、9回は岡島秀樹につなぎ、巨人が1勝目を挙げた。
公式記録関係（日本野球機構ページ）

### 第4戦
10月26日 福岡ドーム 
|          | 1 | 2 | 3 | 4 | 5 | 6 | 7 | 8 | 9 | R | H | E |
| -------- | - | - | - | - | - | - | - | - | - | - | - | - |
| 巨人     | 1 | 1 | 0 | 0 | 0 | 0 | 0 | 0 | 0 | 2 | 7 | 0 |
| ダイエー | 1 | 0 | 0 | 0 | 0 | 0 | 0 | 0 | 0 | 1 | 4 | 1 |

1. 巨：○斎藤雅（6回2/3）‐ S岡島（2回1/3）
2. ダ：●田之上（5回）‐ 渡辺正（2回）‐ 吉田（2回）
3. 勝利：斎藤雅（1勝）
4. セーブ：岡島（1S）
5. 敗戦：田之上（1敗）
6. 本塁打
巨：江藤1号ソロ（2回田之上）
7. * 開始18:30 有料入場者 36701人 試合時間 3時間6分
  - 審判 球審＝永見（パ） 塁審＝小林毅（セ）、佐藤（パ）、友寄（セ）、外審＝中村（パ）、井野（セ）

オーダー
| 巨人 | 巨人 | 巨人           |
| 打順 | 守備 | 選手           |
| ---- | ---- | -------------- |
| 1    | [二] | 仁志敏久       |
| 2    | [左] | 後藤孝志       |
|      | 打   | 元木大介       |
|      | 走左 | 堀田一郎       |
| 3    | [一] | 清原和博       |
| 4    | [中] | 松井秀喜       |
| 5    | [指] | D.マルティネス |
| 6    | [右] | 高橋由伸       |
| 7    | [三] | 江藤智         |
| 8    | [遊] | 二岡智宏       |
| 9    | [捕] | 村田真一       |

| ダイエー | ダイエー | ダイエー   |
| 打順     | 守備     | 選手       |
| -------- | -------- | ---------- |
| 1        | [中]     | 柴原洋     |
| 2        | [左]     | 村松有人   |
| 3        | [指]     | M.ニエベス |
| 4        | [一]     | 松中信彦   |
| 5        | [捕]     | 城島健司   |
| 6        | [右]     | 秋山幸二   |
| 7        | [遊]     | 井口忠仁   |
| 8        | [三]     | 本間満     |
|          | 打       | 吉永幸一郎 |
|          | 打       | 大道典良   |
|          | 三二     | 柳田聖人   |
| 9        | [二]     | 鳥越裕介   |
|          | 打       | 小久保裕紀 |
|          | 三       | 湯上谷竑志 |

2日空けての第4戦はダイエーは田之上、巨人はベテラン斎藤雅の先発。ダイエーは小久保の代わりに本間を入れ、3番にはニエベスが入った。
1回表、巨人はヒットと犠打による1死2塁のチャンスに清原が先制タイムリーヒット。その裏ダイエーは3番DHに入っていたニエベスのシリーズ2号本塁打で同点としたが、巨人も2回表江藤の本塁打で再び勝ち越し。ダイエーは4回裏1死1、2塁のチャンスを迎えたが、斎藤雅が城島、秋山を連続三振に仕留め、踏ん張った。また、7回裏には秋山がヒットで出塁したが盗塁失敗。この直後に井口の三塁打が飛び出しただけに痛いミスだった。巨人はここで斎藤雅から岡島にスイッチ、ダイエーの反撃を絶った。斎藤雅は1989年第5戦以来の日本シリーズ勝利投手。11年ぶりの勝利投手はシリーズ史上最長ブランクだった。
公式記録関係（日本野球機構ページ）

### 第5戦
10月27日 福岡ドーム
|          | 1 | 2 | 3 | 4 | 5 | 6 | 7 | 8 | 9 | R | H  | E |
| -------- | - | - | - | - | - | - | - | - | - | - | -- | - |
| 巨人     | 0 | 1 | 0 | 0 | 1 | 0 | 2 | 2 | 0 | 6 | 10 | 1 |
| ダイエー | 0 | 0 | 0 | 0 | 0 | 0 | 0 | 0 | 0 | 0 | 2  | 0 |

1. 巨：○高橋尚（9回）
2. ダ：●若田部（6回2/3）‐ 篠原（0回1/3）‐ 斉藤和（2回）
3. 勝利：高橋尚（1勝）
4. 敗戦：若田部（1敗）
5. 本塁打
巨：高橋由2号ソロ（2回若田部）、江藤2号ソロ（5回若田部）、村田真1号2ラン（7回若田部）
6. * 開始18:30 有料入場者 36787人 試合時間 2時間40分
  - 審判 球審＝井野（セ） 塁審＝中村（パ）、小林毅（セ）、佐藤（パ） 外審＝谷（セ）、橘（パ）

オーダー
| 巨人 | 巨人 | 巨人           |
| 打順 | 守備 | 選手           |
| ---- | ---- | -------------- |
| 1    | [二] | 仁志敏久       |
| 2    | [左] | 清水隆行       |
|      | 打   | 後藤孝志       |
|      | 打   | 元木大介       |
|      | 左   | 斉藤宜之       |
| 3    | [一] | 清原和博       |
| 4    | [中] | 松井秀喜       |
| 5    | [指] | D.マルティネス |
|      | 打指 | 川相昌弘       |
| 6    | [右] | 高橋由伸       |
| 7    | [三] | 江藤智         |
| 8    | [遊] | 二岡智宏       |
| 9    | [捕] | 村田真一       |

| ダイエー | ダイエー | ダイエー   |
| 打順     | 守備     | 選手       |
| -------- | -------- | ---------- |
| 1        | [中]     | 柴原洋     |
|          | 打       | 出口雄大   |
| 2        | [左]     | 大道典良   |
| 3        | [指]     | M.ニエベス |
| 4        | [三]     | 小久保裕紀 |
|          | 三       | 湯上谷竑志 |
| 5        | [一]     | 松中信彦   |
| 6        | [捕]     | 城島健司   |
| 7        | [右]     | 秋山幸二   |
| 8        | [遊]     | 井口忠仁   |
| 9        | [二]     | 鳥越裕介   |

ダイエーが若田部、巨人がルーキー高橋尚の先発。巨人が2回高橋由、5回江藤、7回村田真の本塁打で効果的に加点した。8回にも高橋由の2点タイムリーで巨人の一方的な試合となった。高橋尚は無四球、シリーズ歴代2位タイの12奪三振の力投で完封勝利。巨人が王手をかけて東京に戻ることになった。初登板完封は1998年第2戦の斎藤隆以来2年ぶり10人目だったが、ルーキーでの快挙はシリーズ史上初。ダイエーは当時のシリーズ最少安打タイ記録の2安打と全く打てなかった。なお、この勝利で前年の日本シリーズ第2戦よりビジターチームが9連勝という記録が生まれた。
公式記録関係（日本野球機構ページ）

### 第6戦
10月28日 東京ドーム
|          | 1 | 2 | 3 | 4 | 5 | 6 | 7 | 8 | 9 | R | H  | E |
| -------- | - | - | - | - | - | - | - | - | - | - | -- | - |
| ダイエー | 0 | 0 | 1 | 1 | 0 | 1 | 0 | 0 | 0 | 3 | 7  | 0 |
| 巨人     | 0 | 0 | 4 | 0 | 5 | 0 | 0 | 0 | X | 9 | 12 | 1 |

1. ダ：●永井（2回2/3）‐ 渡辺正（1回1/3）‐ 吉田（1回）‐ 星野（1回）‐ 篠原（1回）‐ 斉藤和（1回）
2. 巨：○メイ（5回1/3）‐ 木村（0回2/3）‐ 平松（2回）‐ 岡島（1回）
3. 勝利：メイ（1勝1敗）
4. 敗戦：永井（1敗）
5. 本塁打
ダ：城島4号ソロ（4回メイ）
巨：松井3号2ラン（3回渡辺正）
6. * 開始18:00 有料入場者 44033人 試合時間 3時間16分
  - 審判 球審＝橘（パ） 塁審＝谷（セ）、中村（パ）、小林毅（セ） 外審＝永見（パ）、友寄（セ）

オーダー
| ダイエー | ダイエー | ダイエー   |
| 打順     | 守備     | 選手       |
| -------- | -------- | ---------- |
| 1        | [右]中   | 秋山幸二   |
| 2        | [二]     | 鳥越裕介   |
| 3        | [左]     | 大道典良   |
| 4        | [一]     | 松中信彦   |
| 5        | [捕]     | 城島健司   |
|          | 走       | 大越基     |
| 6        | [遊]     | 井口忠仁   |
|          | 打       | 坊西浩嗣   |
| 7        | [中]     | 柴原洋     |
|          | 投       | 篠原貴行   |
|          | 投       | 斉藤和巳   |
|          | 打       | 柳田聖人   |
| 8        | [三]     | 湯上谷竑志 |
|          | 投       | 吉田修司   |
|          | 投       | 星野順司   |
|          | 打右     | M.ニエベス |
| 9        | [投]     | 永井智浩   |
|          | 投       | 渡辺正和   |
|          | 打三     | 林孝哉     |

| 巨人 | 巨人 | 巨人           |
| 打順 | 守備 | 選手           |
| ---- | ---- | -------------- |
| 1    | [二] | 仁志敏久       |
| 2    | [左] | 後藤孝志       |
|      | 打   | D.マルティネス |
|      | 左   | 清水隆行       |
| 3    | [一] | 清原和博       |
| 4    | [中] | 松井秀喜       |
| 5    | [三] | 江藤智         |
|      | 投   | 平松一宏       |
|      | 投   | 岡島秀樹       |
| 6    | [右] | 高橋由伸       |
| 7    | [遊] | 二岡智宏       |
| 8    | [捕] | 村田真一       |
| 9    | [投] | D.メイ         |
|      | 投   | 木村龍治       |
|      | 打三 | 元木大介       |

再び東京ドームに舞台を移しての第6戦。3回表にダイエーが鳥越の適時2塁打で1点を先制。その裏、投手のメイが四球を選んだあと、1番の仁志が左翼線を破る適時2塁打でメイが一気にホームインし、同点。後藤の中飛で仁志が三塁に進み、続く清原の三塁適時内野安打で仁志が生還し、逆転。ここでダイエーは早くも先発の永井から渡辺正に交代したが、その渡辺正から松井がバックスクリーン左へ2点本塁打。4回表、ダイエーは城島のシリーズタイ記録となる4号本塁打で追い上げたが、5回裏、巨人は5安打1四球を集め、5点を奪い、試合を決定づけた。ダイエーは6回に巨人の守備の乱れにつけ込んで1点を返したものの、シリーズタイ記録となる13三振を喫するなど点差を詰めることはできなかった。巨人は6回以降小刻みな継投でダイエーの反撃をかわし、最後は岡島がニエベスを空振り三振に仕留め、ゲームセット。巨人が6年ぶり19度目の日本一を決めた。1・2戦をホームで連敗しながら逆転で日本一になったのは、1980年の広島以来である。なお、ホークスの日本シリーズの敗退は、九州移転後初である。
公式記録関係（日本野球機構ページ）

## 表彰選手
- 最高殊勲選手賞：松井秀喜（巨人） - 打率.381（21打数8安打）、3本塁打、8打点。第1戦で若田部から先制2ラン、日本一を決めた第6戦で天敵・渡辺正から2ラン。巨人の野手によるMVP受賞は1989年の駒田徳広以来11年ぶり10人目（13度目）。また、巨人の左打者のMVP受賞も駒田以来11年ぶり4人目。
- 敢闘選手賞：城島健司（ダイエー） - 第1戦から3試合連続を含む4本塁打。打率.348（23打数8安打）、7打点。
- 優秀選手賞：仁志敏久（巨人）打率.350（20打数7安打）、3打点。第6戦での逆転を呼ぶきっかけとなった同点タイムリー二塁打の他に第3戦での一打逆転のピンチを救うファインプレーも光った。
- 優秀選手賞：村田真一（巨人） - 好リードで巨人投手陣を支えただけでなく、打撃面でも打率.286（21打数6安打）ながら、1本塁打5打点の活躍を見せた。
- 優秀選手賞：高橋尚成（巨人） - 第5戦でシリーズ史上初となる新人投手の初登板、初先発、初完封勝利を記録。

## テレビ・ラジオ中継

### テレビ中継
- 第1戦：10月21日（土）
  - 日本テレビ(NTV)≪日本テレビ系列≫
  - 実況：小川光明　解説：江川卓、掛布雅之　ゲスト解説：石井一久（ヤクルト）
  - リポーター:山下末則（巨人サイド）、久保俊郎（FBS、ダイエーサイド） 監督およびヒーローインタビュー:多昌博志
  - 放送時間:17:30 - 21:34（40分延長）
- 第2戦：10月22日（日）
  - 日本テレビ≪日本テレビ系列≫
  - 実況：多昌博志　解説：山本浩二、中畑清　ゲスト解説：古田敦也（ヤクルト）
  - リポーター:山下末則（巨人サイド）、久保俊郎（FBS、ダイエーサイド） 監督およびヒーローインタビュー:吉田填一郎
  - 放送時間:17:45 - 21:54（60分延長）
- 第3戦：10月23日（月）
  - テレビ西日本 (TNC)・フジテレビ  (CX) ≪フジテレビ系列 2社共同制作≫
  - 実況：三宅正治（CX） 　解説：大矢明彦（CX） 　ベンチサイド解説：高木豊（CX）、池田親興
  - ゲスト：モーニング娘。（中澤裕子、飯田圭織、安倍なつみ、保田圭、後藤真希）
  - 放送時間:18:15 - 21:54（60分延長）
- 第4戦：10月26日（木）
  - 日本テレビ≪日本テレビ系列 制作協力・福岡放送（FBS） ≫
  - 実況：山下末則（NTV） 　解説：長池徳士（FBS）、堀内恒夫（NTV）、吉村禎章（NTV）
  - ゲスト解説：駒田徳広（横浜を同年退団）　
  - リポーター:久保俊郎（ダイエーサイド）、村山喜彦（NTV、巨人サイド）  共同インタビュー:小川光明
  - 放送時間:18:15 - 21:54（60分延長）
  - NHK衛星第1テレビ　解説：森祇晶、荒木大輔
- 第5戦：10月27日（金）
  - RKB毎日放送・TBS≪TBS系列≫
  - 実況：植草朋樹　解説：稲尾和久、田淵幸一（TBS） 　ゲスト解説：石井一久　ゲスト：田村亮子（現姓・谷）
  - リポーター:桜井浩二（ダイエーサイド）、石川顕（TBS、巨人サイド、共同インタビュー兼任）
  - 放送時間:18:25 - 21:24（30分延長）
  - NHK衛星第1テレビ　解説：大野豊、石毛宏典
- 第6戦：10月28日（土）
  - 日本テレビ≪日本テレビ系列≫
  - 実況：吉田填一郎　解説：山本浩二、中畑清、江川卓
  - リポーター:多昌博志（巨人サイド）[6]、久保俊郎（FBS、ダイエーサイド） 監督およびMVPインタビュー:山下末則
  - 放送時間:17:45 - 22:34（100分[7]延長）
  - 祝勝会（東京ドームホテル・中継は日本テレビ系列で同日22:40 - 23:10に放送）
    - 進行役:吉田填一郎、祝勝会司会:船越雅史、リポーター:河村亮、平川健太郎

※関東地区での視聴率は（ビデオリサーチ調べ）、第1戦（日本テレビ系）の第2部は36.2%
。第2戦（日本テレビ系）の第2部は32.9%。第3戦（フジテレビ系）は30.7%。第4戦（日本テレビ系）は28.9%。第5戦（TBS系）は25.7%。第6戦（日本テレビ系）の第2部は36.4%。第3部は29.6%だった。
※巨人の日本一決定から1週間後の11月3日に優勝パレードが読売新聞東京本社ビル - 三越日本橋本店 - 東京駅 - 京橋 - 銀座四丁目交差点 - 博品館前(中央通り)のルートで行われ、日本テレビ系列で放送した。
- スタジオ進行役:羽鳥慎一（当時日本テレビアナウンサー）
- 中継車:村山喜彦、平川健太郎
- レポーター：蛯原哲（読売新聞東京本社）、舟津宜史（京橋）、船越雅史（銀座四丁目交差点）、多昌博志（博品館前[10]）

### ラジオ放送
- 第1戦：10月21日
  - NHKラジオ第1　解説：森祇晶　ゲスト解説：片岡篤史（日本ハム）
  - TBSラジオ (JRN) 　解説：張本勲　ゲスト解説：山本昌（中日）
  - 文化放送 (NRN) 　解説：山崎裕之　ゲスト解説：立浪和義（中日）
  - ニッポン放送 (NRN) 　実況：胡口和雄　解説：関根潤三　ゲスト解説：古田敦也
  - ラジオ日本　実況：内藤幸位　解説：広岡達朗　ゲスト解説：駒田徳広
  - RKB毎日放送（福岡県域ローカル）　実況：植草朋樹
- 第2戦：10月22日
  - NHKラジオ第1　解説：川上哲治　ゲスト解説：駒田徳広
  - TBSラジオ (JRN) 　解説：田淵幸一　ゲスト：福留功男
  - 文化放送 (NRN) 　解説：豊田泰光　ゲスト解説：江夏豊、片岡篤史
  - ニッポン放送 (NRN) 　実況：松本秀夫　解説：角盈男
  - ラジオ日本　実況：早川建二　解説：高橋一三、屋鋪要
- 第3戦：10月23日
  - NHKラジオ第1　解説：大野豊
  - TBSラジオ（関東ローカル）　解説：衣笠祥雄、青島健太
  - 文化放送（関東ローカル）　解説：小川亨　ゲスト解説：江夏豊
  - ニッポン放送（関東ローカル）　実況：小野浩慈　解説：平松政次　ゲスト解説：高津臣吾（ヤクルト）
  - ラジオ日本　実況：小林幸明　解説：江藤省三、内藤尚行
  - RKB毎日放送（JRN）実況：植草朋樹
  - 九州朝日放送（福岡県域ローカル） 　実況：田上和延
  - NRN系列への裏送り（制作：九州朝日放送）　実況：加藤暁
- 第4戦：10月26日
  - NHKラジオ第1　解説：鈴木啓示　ゲスト解説：山本昌
  - TBSラジオ（関東ローカル）　解説：牛島和彦　ゲスト解説：初芝清（ロッテ）
  - 文化放送（関東ローカル）　解説：西本聖　ゲスト解説：江夏豊、川崎憲次郎（ヤクルト、日本シリーズ終了後に中日へFA移籍）
  - ニッポン放送（関東ローカル）　実況：栗村智　解説：大矢明彦 ゲスト解説：古田敦也
  - ラジオ日本　実況：染谷恵二 解説：有本義明、柴田勲
  - RKB毎日放送（JRN）
  - 九州朝日放送（ローカル）　実況：田上和延
  - NRN系列への裏送り（制作：九州朝日放送）実況：太田祐輔
- 第5戦：10月27日
  - NHKラジオ第1　解説：小早川毅彦
  - TBSラジオ（関東ローカル）　解説：川口和久　ゲスト解説：川崎憲次郎
  - 文化放送（関東ローカル）　解説：松原誠　ゲスト解説：江夏豊、山本昌
  - ニッポン放送（関東ローカル）　実況：胡口和雄　解説：関根潤三　ゲスト解説：高津臣吾
  - ラジオ日本　実況：山田透　解説：有本義明、柴田勲
  - RKB毎日放送（JRN）
  - 九州朝日放送（ローカル）　実況：岡田浩一
  - NRN系列への裏送り（制作：九州朝日放送）　解説：不明　実況：加藤暁
- 第6戦：10月28日
  - NHKラジオ第1　実況:石川洋　解説：森祇晶
  - TBSラジオ（JRN） 　実況:初田啓介　解説：定岡正二　ゲスト解説：小宮山悟（横浜）
  - 文化放送（NRN） 　解説：松沼博久　ゲスト解説：江夏豊、駒田徳広
  - ニッポン放送（NRN） 　実況：深山計　解説：江本孟紀、大久保博元
  - ラジオ日本　実況：内藤博之　解説：関本四十四　ゲスト解説：野口寿浩（日本ハム）